# One Froggy Evening
«Один лягушачий вечер» (англ. One Froggy Evening) — американский короткометражный мультфильм 1955 года из серии Merrie Melodies. Режиссёр — Чак Джонс. Мультфильм, частично вдохновлённый фильмом 1944 года «Однажды» с Кэри Грантом в главной роли, повествующем о танцующей гусенице в коробке, знаменует дебют персонажа Мичигана Джей Фрога. В «Одном лягушачьем вечере» использовано множество популярных песен, а также оперная ария Фигаро из оперы «Севильский цирюльник». Премьера состоялась 31 декабря 1955 года.

## Сюжет
В середине 1950-х усатый строитель находит коробку внутри краеугольного камня. Внутри находится документ, датированный 16 апреля 1892 года. Также внутри оказывается поющий и танцующий лягушонок с маленьким цилиндром и тросточкой. Внезапно он исполняет незнакомцу музыкальный номер. Строителю приходит идея заработать, привлекая зрителей необычным певцом. Однако, лягушонок поёт только тогда, когда находится с ним наедине, в компании других людей он только квакает. Строитель пытается показать его начальнику агентства талантов, а затем, взяв театр в аренду, устраивает представление. Все попытки оканчиваются его полным провалом. Обедневшему строителю пришлось жить на скамейке в парке, а лягушонок по-прежнему поёт лишь для него. Его пение слышит полицейский и предъявляет строителю обвинение в нарушении общественного порядка. Тот пытается доказать, что пел лягушонок, но оказывается задержан и отправлен в психиатрическую клинику вместе со своей поющей амфибией. Позже, выйдя из клиники, бездомный и вконец отчаявшийся строитель кладёт лягушонка в коробку и, бросив его туда же, где когда-то его нашёл, бежит прочь. Затем действие переносится в 2056 год, проходит 101 год с момента выхода мультфильма. Рабочий XXI века, с помощью футуристического лазера сносит старое здание и, найдя лягушку в коробке, так же, как и свой несчастный предшественник, уносит её с целью разбогатеть.

## В популярной культуре
- Мичиган Джей Фрог несколько раз появлялся в мультсериале «Приключения мультяшек» и в одном эпизоде «Озорных анимашек»; у него было камео в фильмах «Кто подставил Кролика Роджера» (несмотря на то, что действие фильма происходит за 8 лет до выхода мультфильма на экраны, в 1947 году[1]).

## Список песен
- «Hello! Ma Baby» (1899)
- «The Michigan Rag» (написан специально для мультфильма)
- «Come Back to Éireann» (1866)
- «I’m Just Wild About Harry» (1921)
- «Throw Him Down, McCloskey» (1890)
- «The Michigan Rag», реприза
- «Won’t You Come Over To My House» (1906)
- Ария Фигаро (1816)
- «Please Don’t Talk About Me When I’m Gone» (1930)
- «Hello! Ma Baby», реприза

Изначально у лягушки не было имени, но после выхода мультфильма Чак Джонс стал называть его Мичиган Фрог. Сам Чак Джонс утверждал, что дал персонажу такое имя в 1970-х. Во время интервью с писателем Джеем Коксом, Джонс решил сделать «Джей» вторым именем Фрога, в честь Кокса.

## Создатели
- Художник-оформитель: Роберт Грибброек